# Varano de' Melegari
Varano de' Melegari es un municipio situado en el territorio de la provincia de Parma, en Emilia-Romaña (Italia).
Varano es sede del fabricante de automóviles de carreras Dallara.

## Demografía
| Gráfica de evolución demográfica de Varano de' Melegari entre 1861 y 2001 |
|                                                                           |
| Fuente ISTAT - elaboración gráfica de Wikipedia                           |